# Райград
Райград (чеш. Rajhrad), нем. Groß Raigern) — город Южноморавского края Чехии в историческом регионе Моравия.
Расположен примерно в 12 километрах к югу от столицы Моравии — Брно, на правом берегу реки Свратка, на высоте 190 м.
Население в 2019 году составляло 3 852 человека.

## История
На территории города во время Великой Моравии существовала большая крепость. Вероятно, поселение вокруг крепости было основано в IX веке. Историки считают, что стены замка были построены около 985 года, а укрепление исчезло примерно через сто лет после падения Великой Моравии. В 1031 году здесь был построен бенедиктинский монастырь.
Традиция виноградарства восходит к XVI веку. Первые упоминания о выращивании винограда встречаются в 1554 году. В начале XVII века открыта первая школа. Так как дорога из Брно в Вену проходила через Райград, в 1760 году был построен каменный мост через реку Свратку. В 1838/1839 годах была проложена железнодорожная линия из Вены в Брно.

## Население
| Год  | Численность | Численность |
| ---- | ----------- | ----------- |
| 1869 | 1496        | [ 6 ]       |
| 1880 | 1651        | [ 6 ]       |
| 1890 | 1522        | [ 6 ]       |
| 1900 | 1629        | [ 6 ]       |
| 1910 | 1874        | [ 6 ]       |
| 1921 | 1987        | [ 6 ]       |
| 1930 | 2400        | [ 6 ]       |
| 1950 | 2376        | [ 6 ]       |
| 1961 | 2597        | [ 6 ]       |
| 1970 | 2716        | [ 6 ]       |
| 1980 | 3058        | [ 6 ]       |
| 1991 | 2763        | [ 6 ]       |
| 2001 | 2713        | [ 6 ]       |
| 2011 | 3277        | [ 6 ]       |
| 2014 | 3428        | [ 7 ]       |
| 2016 | 3609        | [ 8 ]       |
| 2017 | 3721        | [ 9 ]       |
| 2018 | 3833        | [ 10 ]      |
| 2019 | 3852        | [ 11 ]      |
| 2020 | 3928        | [ 12 ]      |
| 2021 | 3974        | [ 13 ]      |
| 2022 | 3956        | [ 14 ]      |
| 2023 | 4092        | [ 15 ]      |
| 2024 | 4070        | [ 4 ]       |

## Галерея

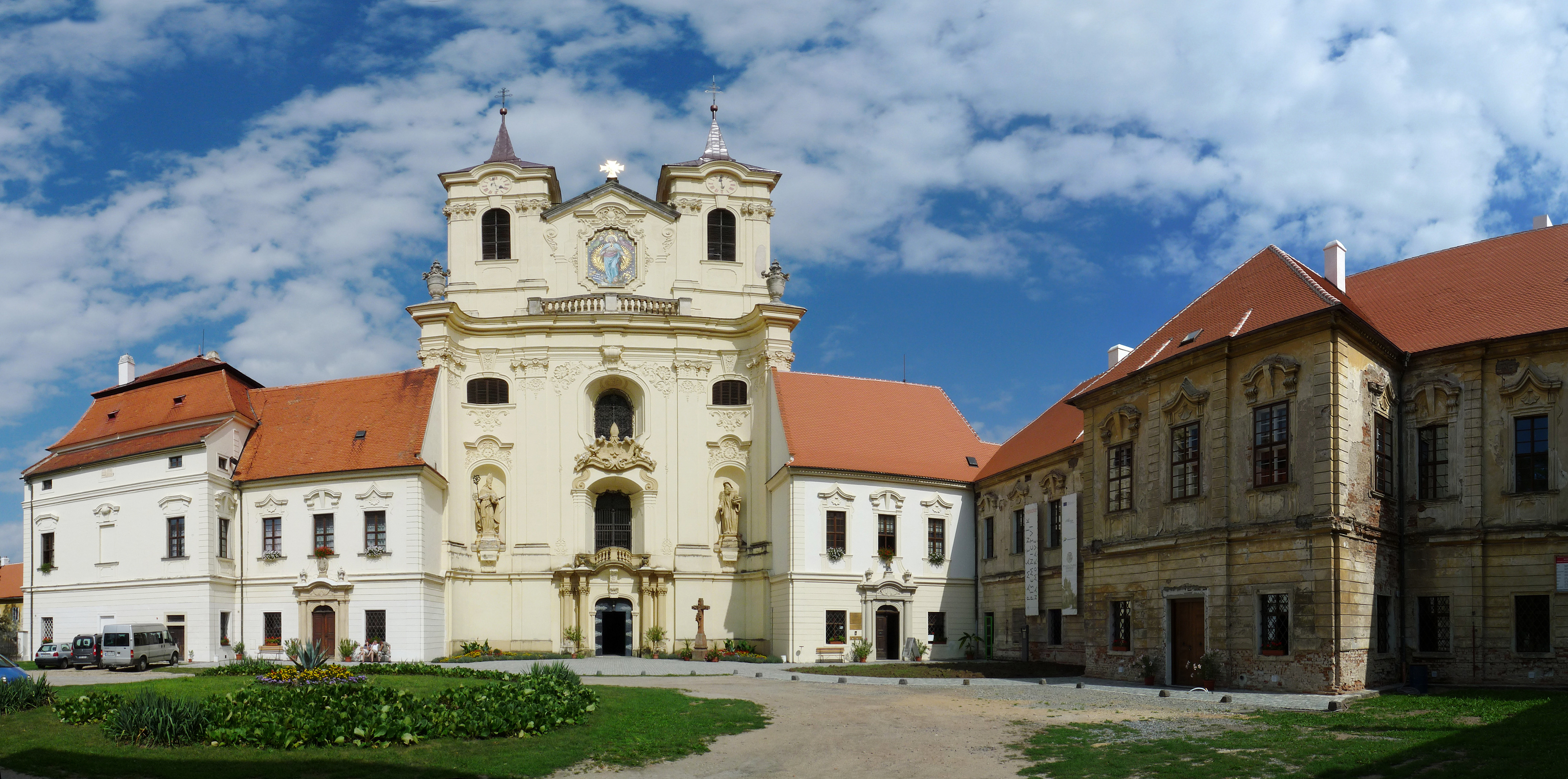
Бенедиктинский Райградский монастырь
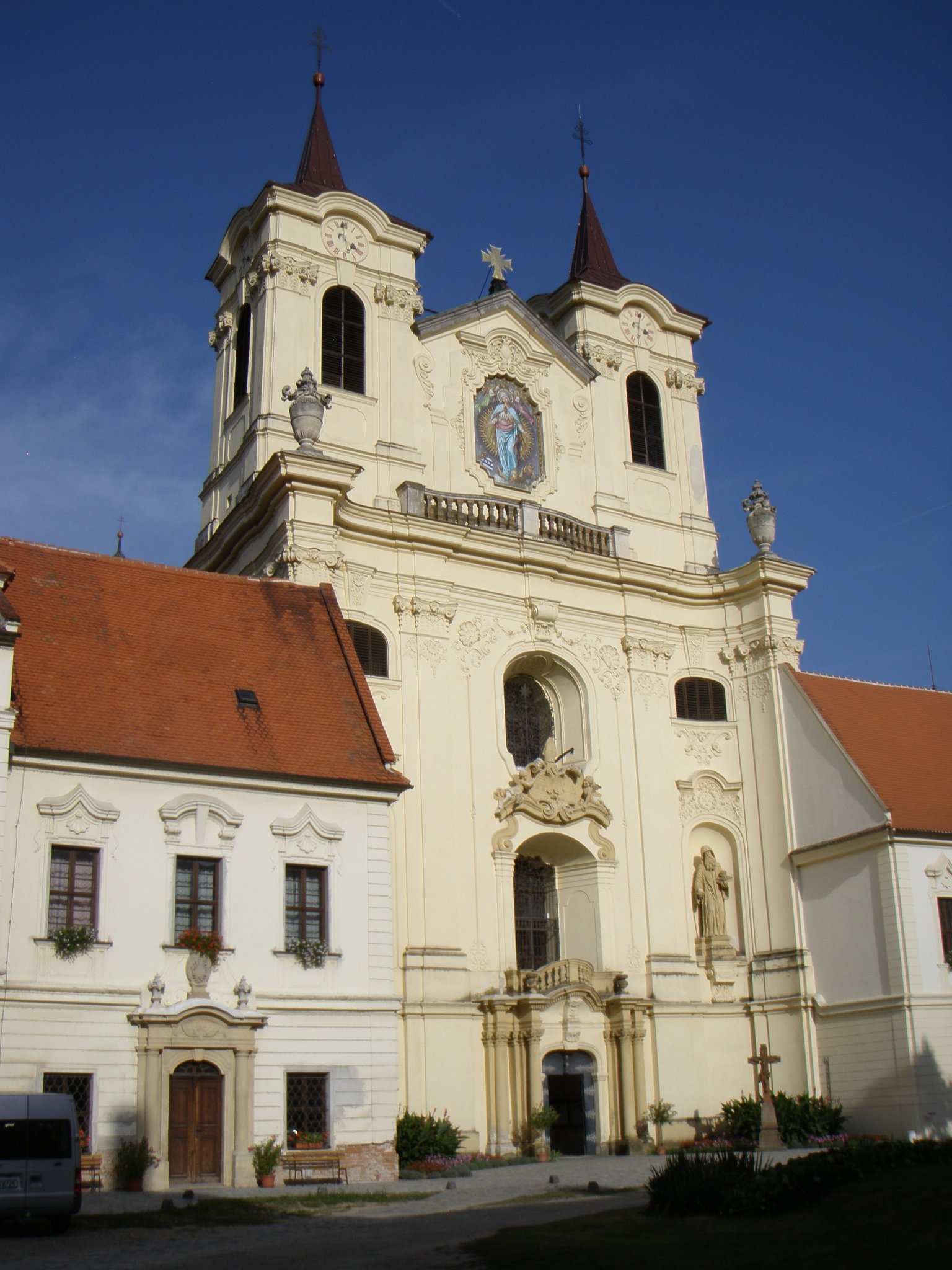
Монастырский костёл
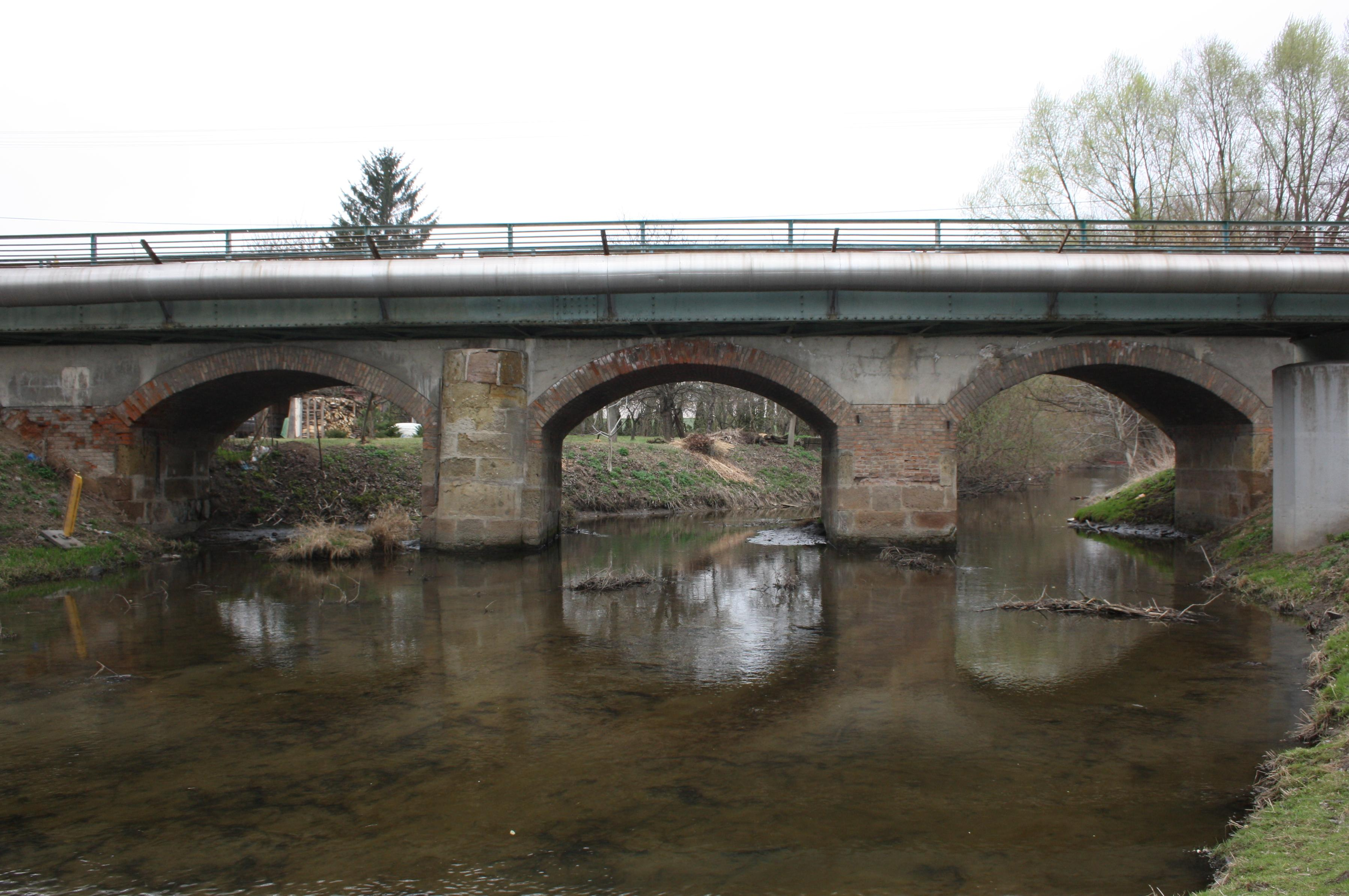
Петров мост 1760 года
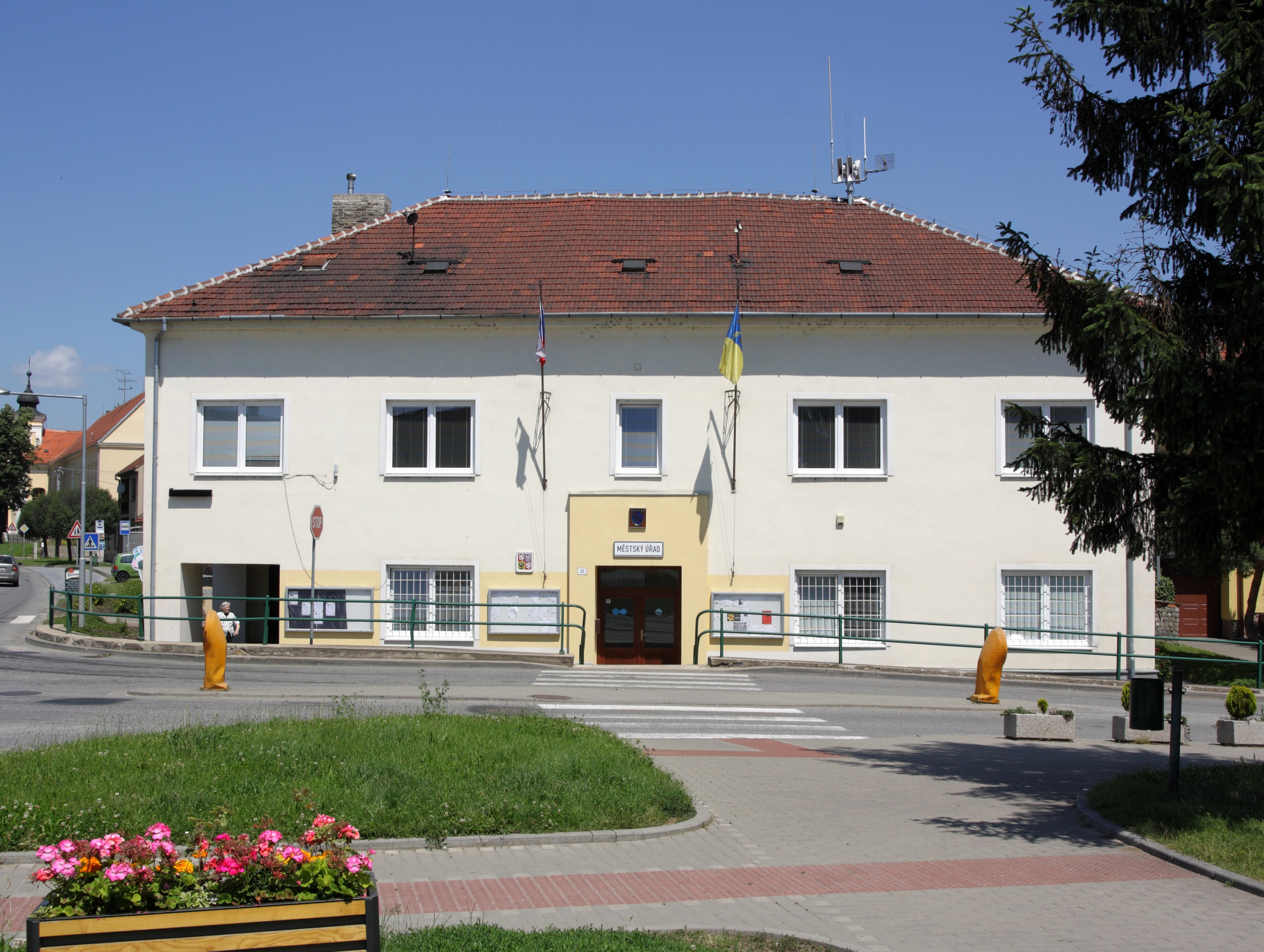
Городская администрация
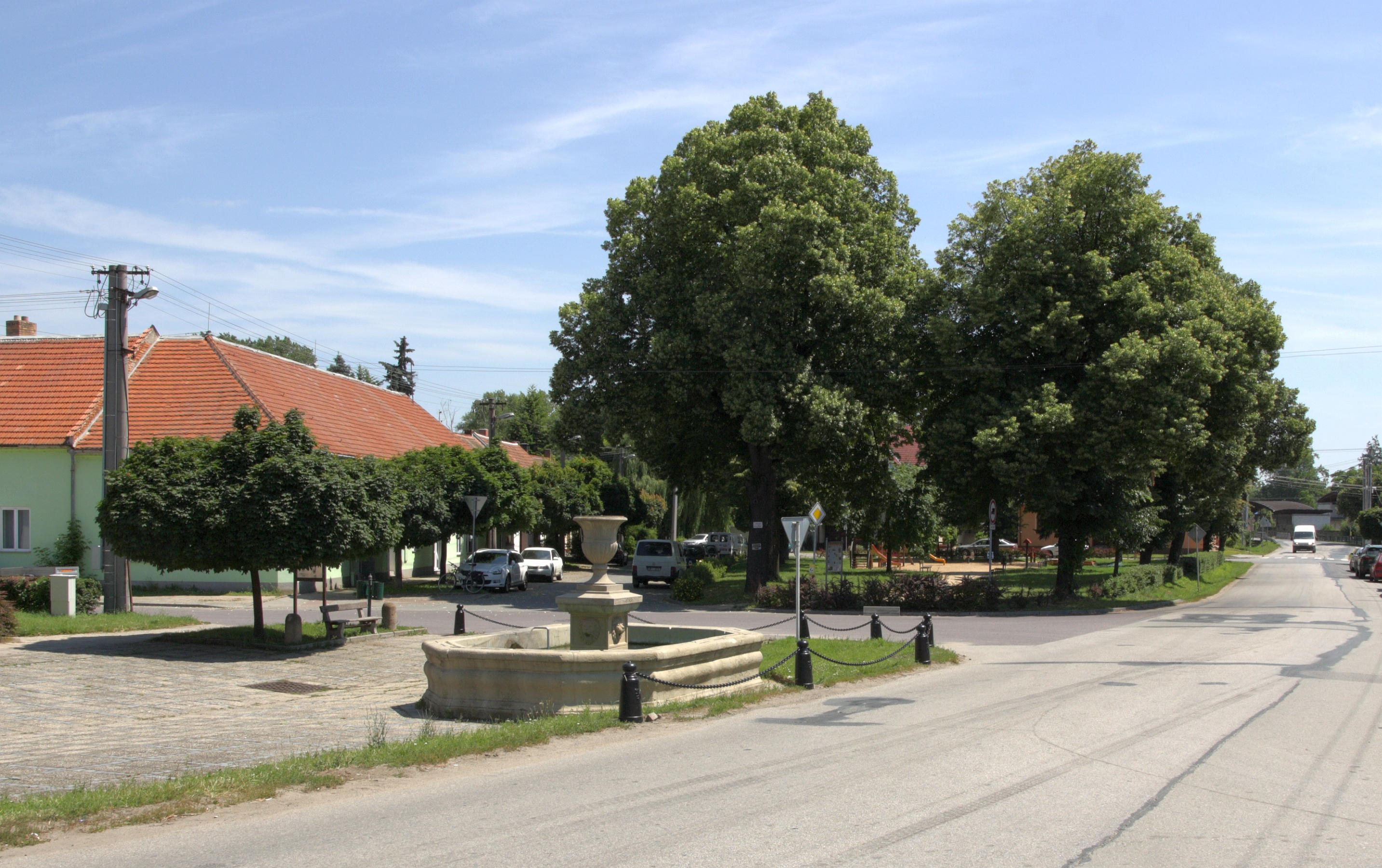
Городская площадь
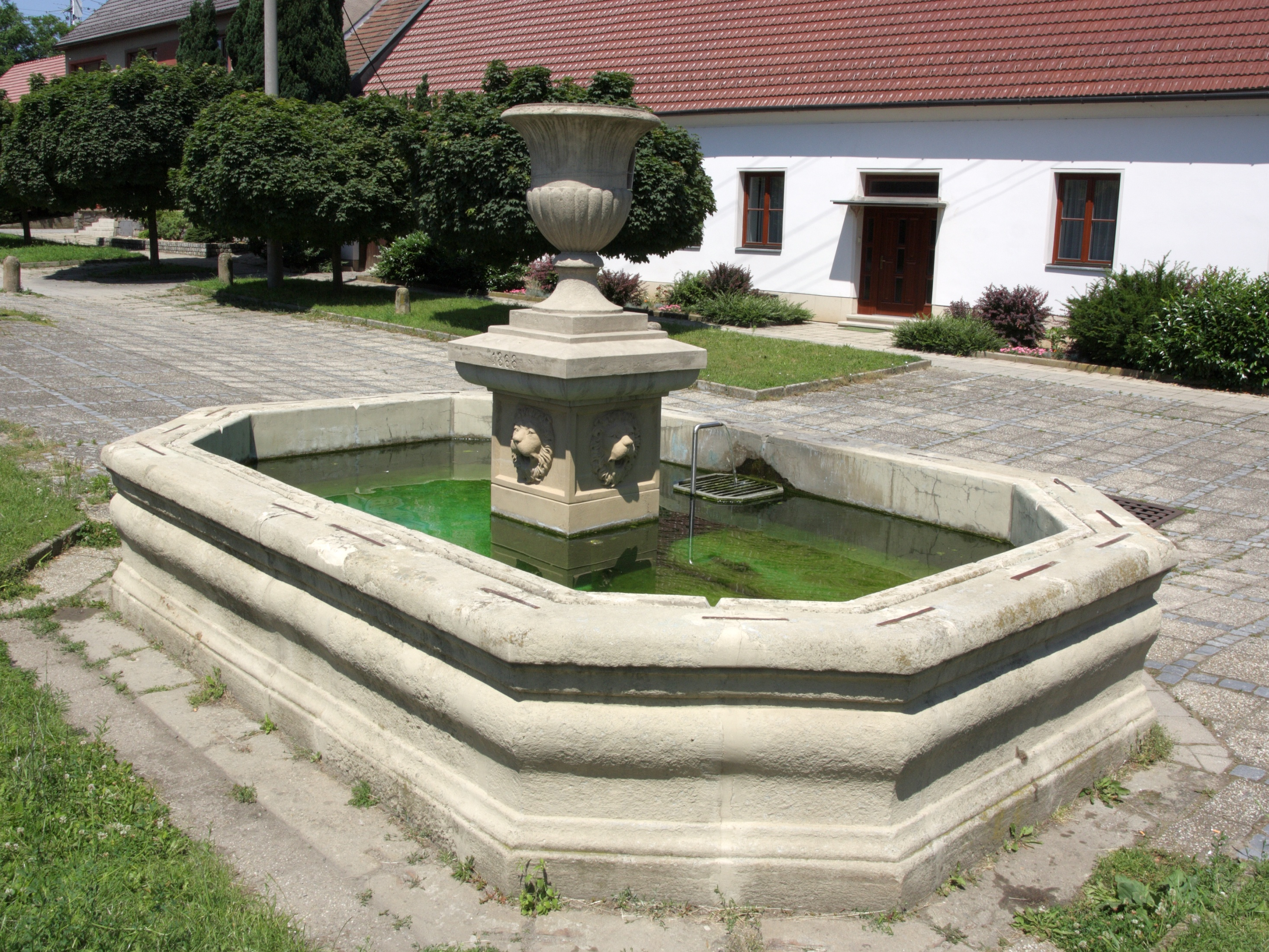
Фонтан 1868 года на городской площади
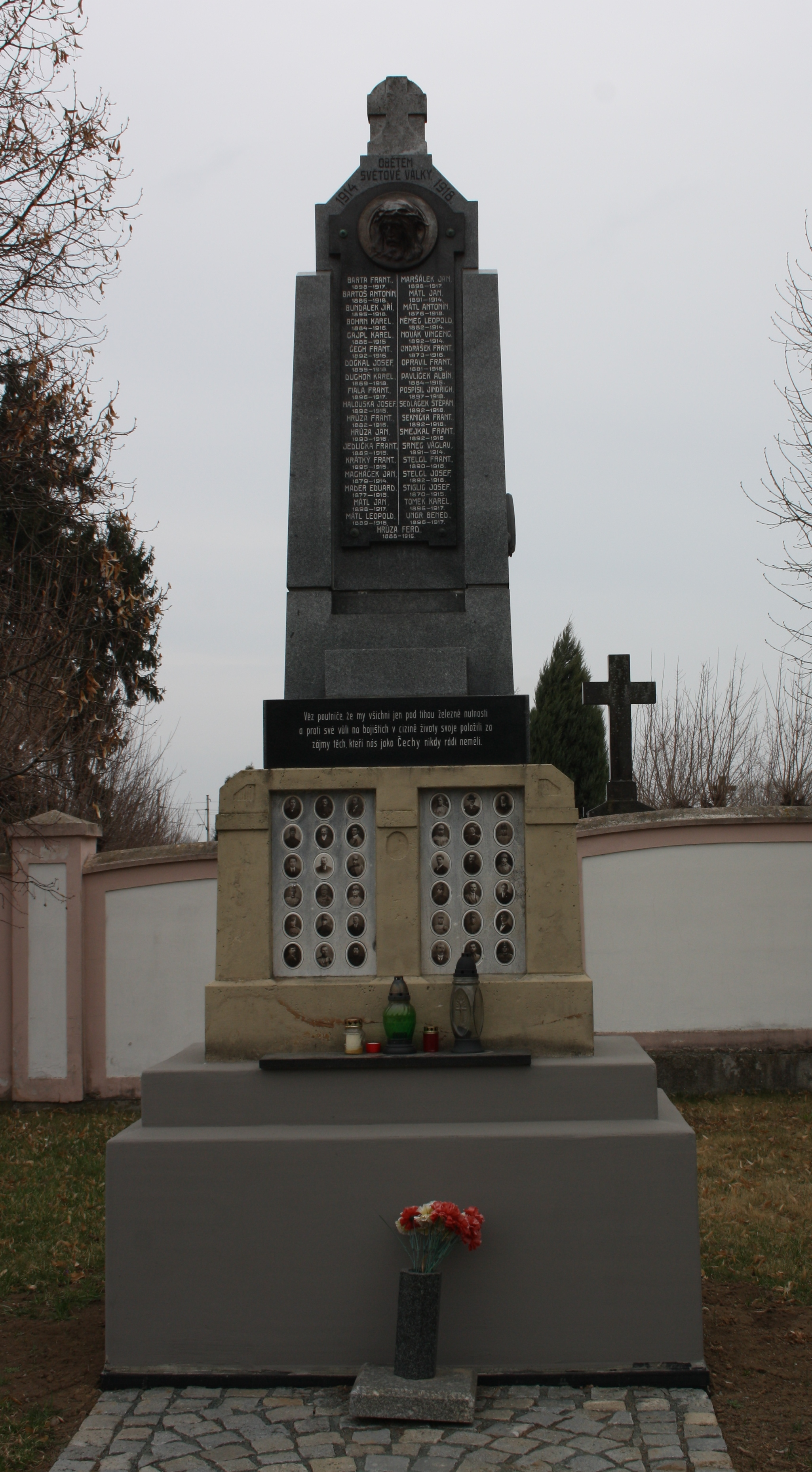
Памятник павшим в Первой мировой войне
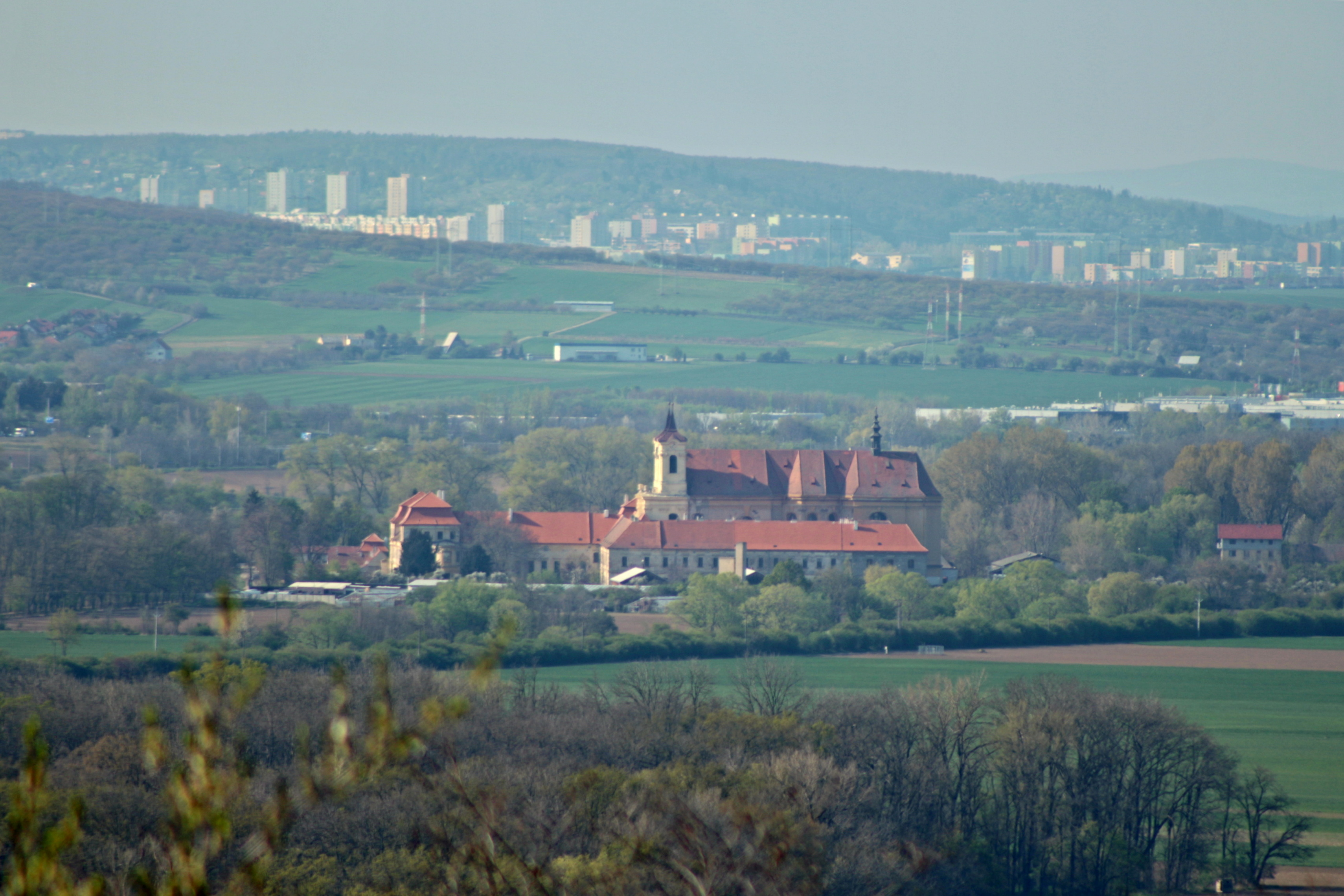
Вид на Райградский монастырь с Новой Горы близ Блучины

## Персоналии
- Горалек, Карел (1908—1992) — чешский лингвист.
- Дудик, Беда-Франц (1815—1890) — чешско-моравский историк, монах-бенедиктинец. Член-корреспондент Баварской академии наук.
- Зелены, Йозеф (1824—1886) — чешский художник.
- Ян из Голешова (1366–1436) — учёный монах-бенедиктинец, богослов и писатель.